# Ptilichthys goodei
Ptilichthys goodei, es una especie de pez actinopterigio marino, la única del género monotípico Ptilichthys que a su vez es el único de la familia Ptilichthyidae.

## Morfología
Cuerpo extremadamente delgado y alargado, aletas dorsal y anal largas y altas dando al pez la apariencia de una pluma de pájaro; la cabeza es pequeña en relación con el largo cuerpo, con un amplio apéndice carnoso en la sínfisis de la mandíbula inferior; la aleta dorsal comienza en la nuca y se compone de 79 a 90 espinas aisladas seguidas de más de cienc radios blandos, un poco más corta la aleta anal, ambas confluyen con la aleta caudal muy reducida y, con el crecimiento, la extensión de la cola carnosa se vuelve relativamente más largo y casi filamentosas.
Un par de orificios nasales; escamas muy pequeñas y dispersas. El color del cuerepo es amarillo o naranja a gris verdoso, algo translúcido, con raya oscura a lo largo del cuerpo. Alcanza hasta 39 cm de longitud sin incluir filamento caudal.

## Distribución y hábitat
Se distribuye por las costas del norte del océano Pacífico, desde Japón al oeste hasta Oregón (Estados Unidos) al este. Son peces marinos de comportamiento demersal, que habitan en un rango de profundidad desde la superficie hasta los 30 metros. Encontrado en la superficie por la noche, evidentemente en la parte inferior en aguas más profundas durante el día, donde se entierra en el barro o arena. Se sienten atraídos por las luces a muelles y barcos.